# Behoudswet
Een behoudswet is een natuurwet die stelt dat een bepaalde eigenschap (bijvoorbeeld massa, energie, impuls, etc.) van een systeem constant blijft als externe factoren geen rol spelen. De behoudswetten worden vaak gebruikt om allerlei problemen in de natuurwetenschappen gemakkelijk op te lossen zonder in detail te hoeven treden, bijvoorbeeld in de klassieke mechanica maar ook in de elektrodynamica, scheikunde, sterrenkunde en de fysiologie.

## Stelling van Noether
Een behoudswet is volgens de stelling van Noether het gevolg van een symmetrie. Behoud van impuls is het gevolg van translatiesymmetrie. Behoud van energie is het gevolg van symmetrie onder tijdverschuiving. En behoud van impulsmoment is het gevolg van rotatiesymmetrie. De perkenwet van Kepler, dat wil zeggen behoud van impulsmoment, wordt veroorzaakt door het feit dat de aantrekkende kracht van de zon alleen van de afstand afhankelijk is, dat wil zeggen er is bolsymmetrie. In de kwantummechanica is dit te zien aan de operatoren: impuls en energie zijn partiële afgeleiden naar positie, respectievelijk tijd.

## Voorbeelden van behoudswetten
- Wet van behoud van energie, ook wel Eerste wet van de thermodynamica
- Wet van behoud van impuls (gerelateerd aan de derde wet van Newton)
- Wet van behoud van impulsmoment
- Wet van behoud van massa
- Wet van behoud van lading

- De kernfysica kent nog enkele andere behoudswetten, die we als vuistregels kunnen zien om de mogelijkheid of onmogelijkheid van bepaalde reacties te verklaren, zoals de
  - wet van behoud van leptongetal
  - wet van behoud van baryongetal
  - wet van behoud van kleurlading
  - wet van behoud van zwakke isospin
  - CPT-symmetrie

## Massa-energierelatie
In de moderne, relativistische en kwantummechanische natuurkunde zijn deze behoudswetten aangepast. Zo laat de beroemde formule van Einstein zien dat massa en energie met elkaar in verband staan via de massa-energierelatie:
{\displaystyle \,E=mc^{2}}
Er geldt daarom in de relativistische mechanica geen behoud van massa meer. Energiebehoud geldt nog wel, als massa ook als vorm van energie wordt gezien. In de kwantummechanica worden massa en energie beide in eV uitgedrukt, wat eigenlijk een eenheid van energie is.

## Wetenswaardigheid
Schertsend wordt wel gesproken van de wet van behoud van ellende.